# Ayandeh Continental Team
Ayandeh Continental Team (dawniej Suren Cycling Team, Uzbekistan Suren Team) (Kod UCI: AYA) – irańska grupa kolarska założona w 2011 roku, z siedzibą w Tebrizie. W sezonie 2013 grupa jeździ z licencją dywizji UCI Continental Teams.

## Nazwa grupy w poszczególnych latach
| lata | nazwa                    |
| ---- | ------------------------ |
| 2011 | Suren Cycling Team       |
| 2012 | Uzbekistan Suren Team    |
| 2013 | Ayandeh Continental Team |